# Martina Franca
Martina Franca város Olaszország Puglia régiójában, Taranto megyében.

## Fekvése
A Murgia-fennsík legmagasabb dombján (Monte San Martino) épült fel. Óvárosát középkori paloták és barokk templomok alkotják. A város peremén pedig számos trullo található.
Vasútállomása a Bari–Martina Franca–Taranto-vasútvonalon fekszik.

## Történelme
A települést a 10. században, a közeli tengerparti területekről, a gyakran ismétlődő szaracén kalóztámadások elől menekülő lakosság alapította Monte di San Martino néven. A 14. században Anjou Fülöp, tarantói herceg a várost védőfallal vette körül, lakosait pedig kiváltságokkal ruházta fel. A város nevét ezért a Franca (mentességet élvező) jelzővel egészítették ki. A város fejlődése a 16. században indult el, amikor a Caracciolo nápolyi nemesi tulajdonába került. Ebben az időben lett Martina Franca a pugliai barokk reprezentatív városa.

## Népessége
A népesség számának alakulása:

## Látnivalók
- San Martino-katedrális – 1760-ban szentelték fel. Giovanni Mariani milánói építész tervei alapján készült el barokk stílusban. A templom védőszentje Tours-i Szent Márton.
- Palazzo Ducale – 1668-ban épült a Caracciolo-hercegek számára
- Nemesi paloták – Palazzo Nardelli, Palazzo Torricella, Palazzo Marinosci, Palazzo Gioia
- Valle d’Itria – karsztfennsík, számos  szőlőültetvényeivel és trullóval